# Campeonato Mundial de Snowboard de 2015 - Big air feminino
A prova do big air masculino do Campeonato Mundial de Snowboard de 2015 foi disputado entre 23 e 24 de janeiro  em Kreischberg na Áustria.

## Medalhistas
| Ouro             | Prata             | Bronze              |
| Elena Könz (SUI) | Merika Enne (FIN) | Sina Candrian (SUI) |

## Resultados

### Qualificação
A qualificação ocorreu dia 23 de janeiro. .
| Colocação | Bib | Nome                | Nacionalidade  | Descida 1 | Descida 2 | Melhor | Notas |
| --------- | --- | ------------------- | -------------- | --------- | --------- | ------ | ----- |
| 1         | 19  | Lia-Mara Bösch      | Suíça          | 70.25     | 92.25     | 92.25  | Q     |
| 2         | 24  | Urska Pribosic      | Eslovênia      | 87.25     | 49.50     | 87.25  | Q     |
| 3         | 17  | Elena Könz          | Suíça          | 81.25     | 41.75     | 81.25  | Q     |
| 4         | 11  | Sina Candrian       | Suíça          | 74.75     | 36.50     | 74.75  | Q     |
| 5         | 14  | Klaudia Medlova     | Eslováquia     | 74.00     | 54.25     | 74.00  | Q     |
| 6         | 22  | Merika Enne         | Finlândia      | 69.75     | 71.50     | 71.50  | Q     |
| 7         | 21  | Loranne Smans       | Bélgica        | 66.75     | 20.00     | 66.75  |       |
| 8         | 18  | Jessika Jenson      | Estados Unidos | 64.25     | 38.75     | 64.25  |       |
| 9         | 25  | Ella Suitiala       | Finlândia      | 17.50     | 63.00     | 63.00  |       |
| 10        | 13  | Maria Hidalgo       | Espanha        | 61.50     | 15.75     | 61.50  |       |
| 11        | 12  | Silvia Mittermüller | Alemanha       | 54.50     | 25.25     | 54.50  |       |
| 12        | 15  | Kristiina Nisula    | Finlândia      | 34.75     | 16.25     | 34.75  |       |
| 13        | 20  | Karly Shorr         | Estados Unidos | 18.75     | 15.00     | 18.75  |       |
| 14        | 16  | Ty Walker           | Estados Unidos | 16.75     | 16.50     | 16.75  |       |
| 15        | 23  | Lea Jugovac         | Croácia        | 11.75     | 8.25      | 11.75  |       |

### Final
A final ocorreu em  24 de janeiro. .
| Colocação         | Bib | Nome            | Nacionalidade | Descida 1 | Descida 2 | Descida 3 | 2 melhores |
| ----------------- | --- | --------------- | ------------- | --------- | --------- | --------- | ---------- |
| Medalha de ouro   | 3   | Elena Könz      | Suíça         | 85.50     | 72.25     | 27.00     | 157.75     |
| Medalha de prata  | 6   | Merika Enne     | Finlândia     | JNS       | 80.50     | 68.25     | 148.75     |
| Medalha de bronze | 4   | Sina Candrian   | Suíça         | 76.75     | 66.50     | JNS       | 143.25     |
| 4                 | 5   | Klaudia Medlova | Eslováquia    | 62.00     | JNS       | 74.75     | 136.75     |
| 5                 | 1   | Lia-Mara Bösch  | Suíça         | JNS       | 44.50     | 82.00     | 126.50     |
| 6                 | 2   | Urska Pribosic  | Eslovênia     | 33.75     | JNS       | 29.75     | 63.50      |

Legenda
| Recorde mundial       | Recorde mundial (World record)               |                       | Recorde africano                      | Recorde africano (African) |                                           | Q | Classificado por posição (Qualified) |
| Recorde do campeonato | Recorde do campeonato (Championship record)  | Recorde da América    | Recorde da América (Americas)         | q                          | Classificado por melhor tempo (Qualified) |   |                                      |
| Melhor marca do ano   | Melhor marca do ano (World leading)          | Recorde asiático      | Recorde asiático (Asian)              | DNS                        | Não largou (Did not start)                |   |                                      |
| Recorde nacional      | Recorde nacional (National record)           | Recorde europeu       | Recorde europeu (European)            | DNF                        | Não terminou (Did not finish)             |   |                                      |
| Recorde pessoal       | Recorde pessoal do atleta (Personal best)    | Recorde da Oceania    | Recorde da Oceania (Oceania)          | DSQ / DQ                   | Desclassificado (Disqualified)            |   |                                      |
| Recorde da temporada  | Recorde da temporada do atleta (Season best) | Recorde sul-americano | Recorde sul-americano (South America) | NM                         | Sem marca (No mark)                       |   |                                      |